# Lacanobia cinerea
Lacanobia cinerea là một loài bướm đêm trong họ Noctuidae.